# Piotr Liu Wenyuan
Św. Piotr Liu Wenyuan (chiń. 劉文元伯鐸) (ur. 1760 r. w prowincji Kuejczou w Chinach – zm. 17 maja 1834 r. w Guiyang) – święty Kościoła katolickiego, katechista, męczennik.

## Życiorys
Urodził się w powiecie Guizhu w prowincji Kuejczou. Mieszkał w gospodarstwie, gdzie uprawiał warzywa. W 1797 r. przybył tam pewien katolik handlujący jedwabiem. Opowiadał on o wierze chrześcijańskiej. Wywarło to na Liu Wenyuan duże wrażenie, tak że po dokładniejszym poznaniu wiary, został ochrzczony w Guiyang. W 1814 r. został aresztowany razem z 5 innymi katolikami i skazany na wygnanie do Mandżurii z powodu wiary. W 1830 r. ogłoszono powszechną amnestię i wtedy mógł wrócić do domu, gdzie znowu zajął się uprawą warzyw. Po pewnym czasie rozpoczęły się nowe prześladowania i aresztowano wielu katolików, wśród nich również jego dwóch synów i synową. Również Piotr Liu został aresztowany. Poddano go torturom i grożono ponownym wygnaniem, ale nie zmusiło go to do wyrzeczenia się wiary. Został skazany na śmierć i stracony przez uduszenie 17 maja 1834 r.

## Dzień wspomnienia
9 lipca w grupie 120 męczenników chińskich.

## Proces beatyfikacyjny i kanonizacyjny
Został  beatyfikowany 27 maja 1900 r. przez Leona XIII. Kanonizowany w grupie 120 męczenników chińskich 1 października 2000 r. przez Jana Pawła II.